# Тамта Мелашвілі
Тамта Мелашвілі (груз. თამთა მელაშვილი; нар. 1979, Амбролаурі, Грузія) — грузинська письменниця й активістка-феміністка. Лавреатка грузинської літературної премії «Саба».

## Біографія
Тамта Мелашвілі пише про дівчат-підлітків під час війни – повість «Лічилка» (2014). Молода письменниця обрала для твору форму щоденникових записів, з яких читач дізнається про підлітків Нінцо та Кнопку. Описані тяготи життя в селі під час війни: голод, трупи, голодні немовлята, наркотрафік, зникнення дітей. Одним із завершальних сюжетів, який дав назву книги, став опис загибелі Кнопки, яка перебігала мінне поле і, щоб подолати страх, повторювала лічилку.
Мешкає у Тбілісі, Грузія, працює дослідницею і викладачкою у Тбіліському державному університеті. Активістка-феміністка, працювала в галузі гендерних досліджень (Центрально-Європейський університет, Будапешт). Її короткі оповідання спочатку з'явилися в Інтернеті на літературних сайтах, потім були включені в різні антології художньої літератури.
2010 року опублікована її дебютна робота «Лічилка», яка швидко здобула успіх. Повість була відзначена критиками як твір «нового, дуже характерного голосу» й отримала найвищу літературну премію Грузії «Саба» 2011 року. Наступного року робота Мелашвілі вийшла за межі Грузії і була номінована у десятці найкращих на премії 2012 року Die Besten Bücher aus Unäbhangigen Verlagen у Німеччині, а потім отримала Німецьку молодіжну літературну премію (2013). «Лічилка» перекладена німецькою, хорватською, російською, албанською й англійською мовами.
Роман «Дрізд, дрізд, ожина» (შაშვი, შაშვი, მაყვალი) отримав Премію «Саба» за найкращий роман 2021 року. 2023 року вийшла однойменна екранізація (режисерка Елене Наверіані). У серпні фільм отримав «Серце Сараєва» за найкращий художній фільм на Сараївському кінофестивалі. За роль Етеро Ека Чавлеїшвілі також отримала «Серце Сараєва» як найкраща акторка і номінацію на Європейський кіноприз найкращій акторці.

## Публікації
- Тамта Мелашвили. Лічилка = груз. გათვლა. — Самокат, 2015. — ISBN 978-5-91759-356-2. — (2010) (також видавалася у журналі «Дружба народов» № 4 (2014), в перекладі Олександра Ебаноїдзе)[10]; рецензія Анни Нарінської (2015)[11]).

## Нагороди
- Приз комітету літературного конкурсу «Церо» (Журавель)
- Німецька молодіжна літературна премія за книгу «Лічилка» (спільно з перекладачем Натією Мікеладзе-Бахсоліані)

## Постановки
- Вистава «Лічилка», «Боярські палати», Москва (2019, режисер Євгенія Беркович)[12]. З 1 квітня 2022 року спектакль знято з подання на вимогу Тамти Мелашвілі у зв'язку з вторгненням Росії до України[13].

## Політична позиція
У зв'язку з позицією уряду Грузії щодо вторгнення Росії в Україну підписала лист із закликом до відставки прем'єр-міністра Грузії.